# 크리스 바이얼릿
크리스 바이얼릿(Chris Violette, 1981년 5월 29일 ~ )은 캐나다의 배우이다.

## 출연 작품
- 유치원에 간 사나이 2 (2016)
- 하우 투 메이크 러브 투 어 우먼 (2010)
- 다이어리 오브 데드 (2007)
- 목격자 (2002)